# Seznam přítoků Nerisu
Toto je seznam přítoků Nerisu. Další informace o této řece viz článek Neris.
Neris se v Bělorusku jmenuje Вілія, v Litvě až do soutoku s řekou Žeimenou Vilija a teprve od tohoto soutoku se nazývá Neris.
- Levé:
  - V Bělorusku (jako přítoky Vilije (Вілія)):

| Řeka     | Délka (km) | Povodí (km²) | Vzdálenost od ústí (km) | Ústí kde | Koordináty ústí |
| -------- | ---------- | ------------ | ----------------------- | -------- | --------------- |
| Dvinasa  | 50,1       | 592          | 473,8                   |          |                 |
| Ilija    | 64,5       | 1277         | 422,2                   |          |                 |
| Uša      | 73,6       | 821,0        | 361,3                   |          |                 |
| Ašmjanka | 104,0      | 1509,8       | 279                     | Markuny  |                 |
| N - 9    | 7,6        | 29,1         | 278,3                   |          |                 |
| Gazonka  | 16,6       | 84,0         | 258,7                   | Patoki   |                 |

- - V Litvě (jako přítoky Vilije):

| Hydrologické pořadí | Řeka             | Délka (km) | Povodí (km²) | Vzdálenost od ústí (km) | Ústí kde | Koordináty ústí |
| ------------------- | ---------------- | ---------- | ------------ | ----------------------- | -------- | --------------- |
| 12010220            | Šalnaitė         | 1,4        | 16,0         | 228,0                   |          |                 |
| 12010230            | Girdžiunka       | 3,1        | 11,4         | 226,0                   |          |                 |
| 12010230            | Buivydžių upelis | 4,3        | 3,6          | 225,8                   |          |                 |
| 12010260            | Manierka         | 4,8        | 14,0         | 221,5                   |          |                 |

- - V Litvě (jako přítoky Nerisu):

| Hydrologické pořadí | Řeka                              | Délka (km) | Povodí (km²) | Vzdálenost od ústí (km) | Ústí kde                 | Koordináty ústí |
| ------------------- | --------------------------------- | ---------- | ------------ | ----------------------- | ------------------------ | --------------- |
| 12010270            | Čižiškės upelis                   | 5,7        | 20,6         | 207,1                   |                          |                 |
| 12010280            | N - 5                             | 2,6        | 4,4          | 204,0                   |                          |                 |
| 12010290            | Bezdonė                           | 8,6        | 71,1         | 200,9                   |                          |                 |
| 12010360            | Antavilis                         | 2,7        | 20,5         | 181,8                   | Balsiai/Vilnius          |                 |
| 12010370            | Varžuvka neboli Veržuva           | 8,3        | 41,2         | 179,2                   | Veržuva/Vilnius          |                 |
| 12010390            | Upelė neboli Kaira, Kairėna       | 5,3        | 17,8         | 177,4                   | Smėlynė/Vilnius          |                 |
| 12010420            | Vilnia                            | 79,6       | 623,5        | 164,9                   | Gediminasův hrad/Vilnius |                 |
| 12010510            | Vokė                              | 35,8       | 572,7        | 140,9                   | Grigiškės                |                 |
| 12010590            | Malevankos upelis neboli Vosylytė | 5,0        | 116,2        | 134,2                   | Stirniai                 |                 |
| 12010610            | Sumakas                           | 1,7        | 3,9          | 132,2                   |                          |                 |
| 12010630            | Bražuolė                          | 22,7       | 109,4        | 124,5                   | Papiškės                 |                 |
| 12010670            | Aliosa                            | 12,8       | 33,3         | 106,5                   | Paaliosė                 |                 |
| 12010680            | Rugtupis                          | 4,8        | 14,3         | 104,2                   | Zabarija                 |                 |
| 12010730            | N - 3                             | 3,3        | 5,4          | 96,3                    |                          |                 |
| 12010740            | Sukra                             | 6,9        | 12,7         | 94,6                    | Mitkiškės                |                 |
| 12010790            | Žiežmara                          | 25,5       | 65,1         | 85,4                    |                          |                 |
| 12010870            | Laukysta                          | 22,1       | 131,5        | 65,8                    | Mitkiškės                |                 |
| 12010920            | Bošė                              | 5,8        | 12,0         | 61,0                    |                          |                 |
| 12010940            | Lomena                            | 32,0       | 186,9        | 56,8                    | Tartokas                 |                 |
| 12010990            | Ruklelė                           | 4,6        | 11,1         | 50,6                    | Rukla                    |                 |
| 12011040            | Lankis                            | 7,5        | 11,6         | 40,1                    | Jonava                   |                 |
| 12011050            | Taurosta                          | 6,2        | 12,9         | 39,1                    | Jonava                   |                 |
| 12011070            | Varpė                             | 10,1       | 30,7         | 35,7                    | Varpiai                  |                 |
| 12011080            | Užtvinimas                        | 4,6        | 5,5          | 34,7                    | Stašėnai                 |                 |
| 12011090            | Jasnogurka                        | 7,5        | 11,7         | 29,7                    |                          |                 |
| 12011110            | N - 1                             | 4,4        | 6,4          | 25,7                    |                          |                 |
| 12011120            | Žara neboli Ežerotakis            | 6,0        | 8,6          | 23,8                    |                          |                 |
| 12011140            | Šešuva                            | 33,9       | 160,7        | 20,3                    | Karmėlava                |                 |
| 12011190            | Zversa                            | 10,0       | 23,1         | 15,4                    | Karmėlava                |                 |
| 12011230            | Žiobrikis                         | 5,7        | 6,5          | 6,0                     | Kaunas                   |                 |

- Pravé:
  - V Bělorusku (jako přítoky Vilije (Вілія)):

| Řeka      | Délka (km) | Povodí (km²) | Vzdálenost od ústí (km) | Ústí kde        | Koordináty ústí |
| --------- | ---------- | ------------ | ----------------------- | --------------- | --------------- |
| Servač    | 91,5       | 1100         | 444,1                   |                 |                 |
| Narač     | 64,5       | 1277         | 422,2                   |                 |                 |
| Strača    | 80,1       | 1173,1       | 274,6                   | Michališki      |                 |
| Saračanka | 30,2       | 209,2        | 269,8                   | Saroča          |                 |
| Dudka     | 8          | 32,4         | 264,2                   | Malyja S'virany |                 |
| Juodupė   | 10,7       | 19,3         | 236,5                   |                 |                 |

Státní hranice: 234,5 řkm
- - V Litvě (jako přítoky Vilije):

| Hydrologické pořadí | Řeka    | Délka (km) | Povodí (km²) | Vzdálenost od ústí (km) | Ústí kde | Koordináty ústí |
| ------------------- | ------- | ---------- | ------------ | ----------------------- | -------- | --------------- |
| 12010210            | Baluoša | 15,5       | 59,3         | 234,5                   | Prienai  |                 |
| 12010250            | Perčina | 6,5        | 14,6         | 223,8                   |          |                 |
| 12110001            | Žeimena | 79,6       | 792,7        | 212,6                   | Santaka  |                 |

- - V Litvě (jako přítoky Nerisu):

| Hydrologické pořadí | Řeka                       | Délka (km) | Povodí (km²) | Vzdálenost od ústí (km) | Ústí kde          | Koordináty ústí |
| ------------------- | -------------------------- | ---------- | ------------ | ----------------------- | ----------------- | --------------- |
| 12010310            | Nemenčia                   | 26,1       | 74,0         | 196,6                   | Nemenčinė         |                 |
| 12010320            | Radziulė                   | 2,2        | 6,5          | 193,9                   | Nemenčinė         |                 |
| 12010330            | Kuna                       | 4,7        | 13,5         | 191,1                   | Bratoniškės       |                 |
| 12010340            | Žalesa                     | 18,8       | 97,1         | 187,4                   | Bilkiškės         |                 |
| 12010380            | Riešė                      | 21,6       | 86,5         | 177,9                   | Vilnius           |                 |
| 12010410            | Turniškių upelis           | 4,5        | 11,2         | 173,5                   | Vilnius           |                 |
| 12010480            | Sudervė                    | 9,1        | 52,1         | 148,2                   | Gudeliai/Vilnius  |                 |
| 12010490            | N - 8                      | 5,4        | 12,5         | 147,2                   |                   |                 |
| 12010570            | Kapličanka                 | 4,1        | 7,1          | 136,9                   |                   |                 |
| 12010580            | Čekonė                     | 10,5       | 22,9         | 135,1                   | Čekoniškės        |                 |
| 12010620            | Vilbė                      | 2,2        | 11,0         | 131,0                   |                   |                 |
| 12010640            | Elna                       | 5,1        | 22,5         | 117,4                   |                   |                 |
| 12010650            | Dūkšta                     | 29,2       | 137,3        | 113,2                   | Dūkštos           |                 |
| 12010690            | N - 6                      | 3,2        | 2,2          | 100,8                   |                   |                 |
| 12010710            | N - 4                      | 6,3        | 5,0          | 100,6                   |                   |                 |
| 12010720            | Airupė                     | 7,4        | 15,6         | 97,3                    | Airėnai I         |                 |
|                     | Vingrė                     |            |              |                         | Rokiškės          |                 |
| 12010750            | Kernavė                    | 4,1        | 7,4          | 97,3                    | Kernavė           |                 |
| 12010760            | Lielupė                    | 4,8        | 4,0          | 89,8                    |                   |                 |
| 12010770            | Praustuvė                  | 2,5        | 4,1          | 88,5                    |                   |                 |
| 12010780            | Raišuva                    | 6,4        | 10,9         | 86,7                    |                   |                 |
| 12010810            | Musė                       | 61,5       | 350,6        | 74,9                    | Čiobiškis         |                 |
| 12010860            | Ryna                       | 6,2        | 5,4          | 73,3                    | Rusių Ragas       |                 |
| 12010900            | Kamaja                     | 9,1        | 16,5         | 65,5                    | Babriškis         |                 |
| 12010910            | Vėgėlė                     | 5,5        | 12,5         | 63,8                    |                   |                 |
| 12010930            | Lietava neboli Lietauka    | 11,7       | 21,6         | 57,0                    | Arnotiškiai       |                 |
| 12210001            | Šventoji                   | 246,0      | 6888,8       | 44,5                    | Jonava            |                 |
| 12011010            | Lokys                      | 22,0       | 123,0        | 42,7                    | Jonava            |                 |
| 12011060            | Varnaka                    | 6,8        | 20,0         | 38,1                    | Švejcarija/Jonava |                 |
|                     | Šlėna                      | 4,8        |              | 24,3                    |                   |                 |
| 12011130            | Girdažė                    | 2,7        | 1,4          | 21,3                    |                   |                 |
| 12011170            | N - 2                      | 4,7        | 8,3          | 18,7                    | Lapės/Karmėlava   |                 |
| 12011180            | Marilė                     | 3,4        | 3,2          | 17,2                    | Lapės/Karmėlava   |                 |
| 12011210            | Vaisiestėneboli Straviškis | 5,6        | 6,2          | 13,3                    |                   |                 |
| 12011220            | Lapienė                    | 5,6        | 8,2          | 10,5                    |                   |                 |